# Pernand-Vergelesses
Pernand-Vergelesses je francouzská obec v departmentu Côte-d'Or a regionu Burgundsko-Franche-Comté. Leží severně od města Beaune. Vinařská obec má pro svou produkci vlastní appellation d'origine contrôlée.

## Původ názvu
První část Pernand je nejasného původu, snad pochází z galského parro-nant (tedy přes údolí). Vergelesses bezpochyby pochází z latinského Virgilius, Virgile.

## Pamětihodnosti
- Románsko-gotický kostel Sant-Germain v centru obce
- Novogotická kaple Panny Marie na úbočí nad obcí

## Vývoj počtu obyvatel
Počet obyvatel

## Poloha
| Růžice kompasu |                                    | Échevronne          |                    | Růžice kompasu |
| Růžice kompasu | Magny-lès-Villers, Ladoix-Serrigny | Sever               | Savigny-lès-Beaune | Růžice kompasu |
| Růžice kompasu | Magny-lès-Villers, Ladoix-Serrigny | Pernand-Vergelesses | Savigny-lès-Beaune | Růžice kompasu |
| Růžice kompasu | Magny-lès-Villers, Ladoix-Serrigny | Jih                 | Savigny-lès-Beaune | Růžice kompasu |
| Růžice kompasu | Aloxe-Corton                       |                     |                    | Růžice kompasu |

## Galerie

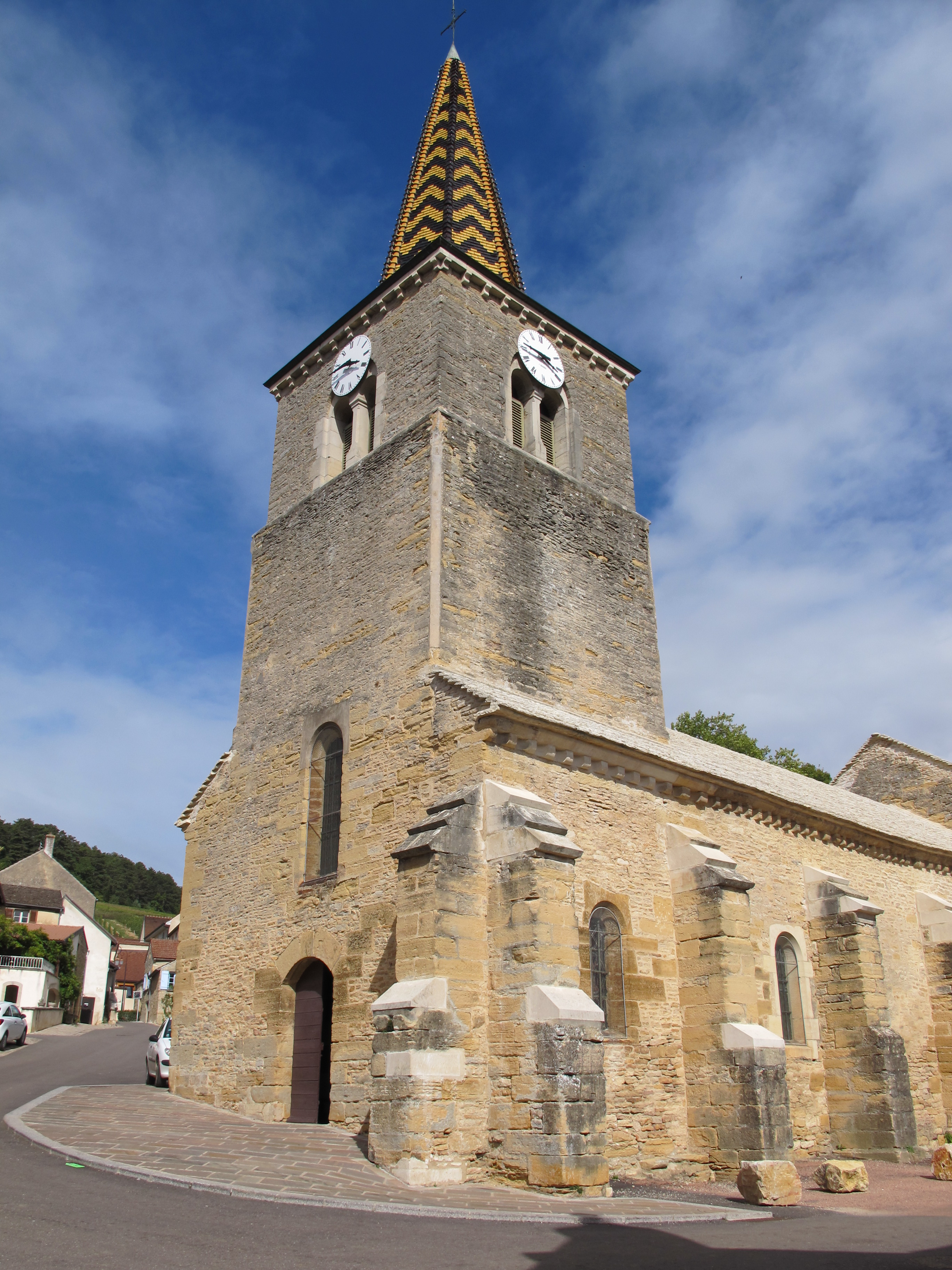
Kostel
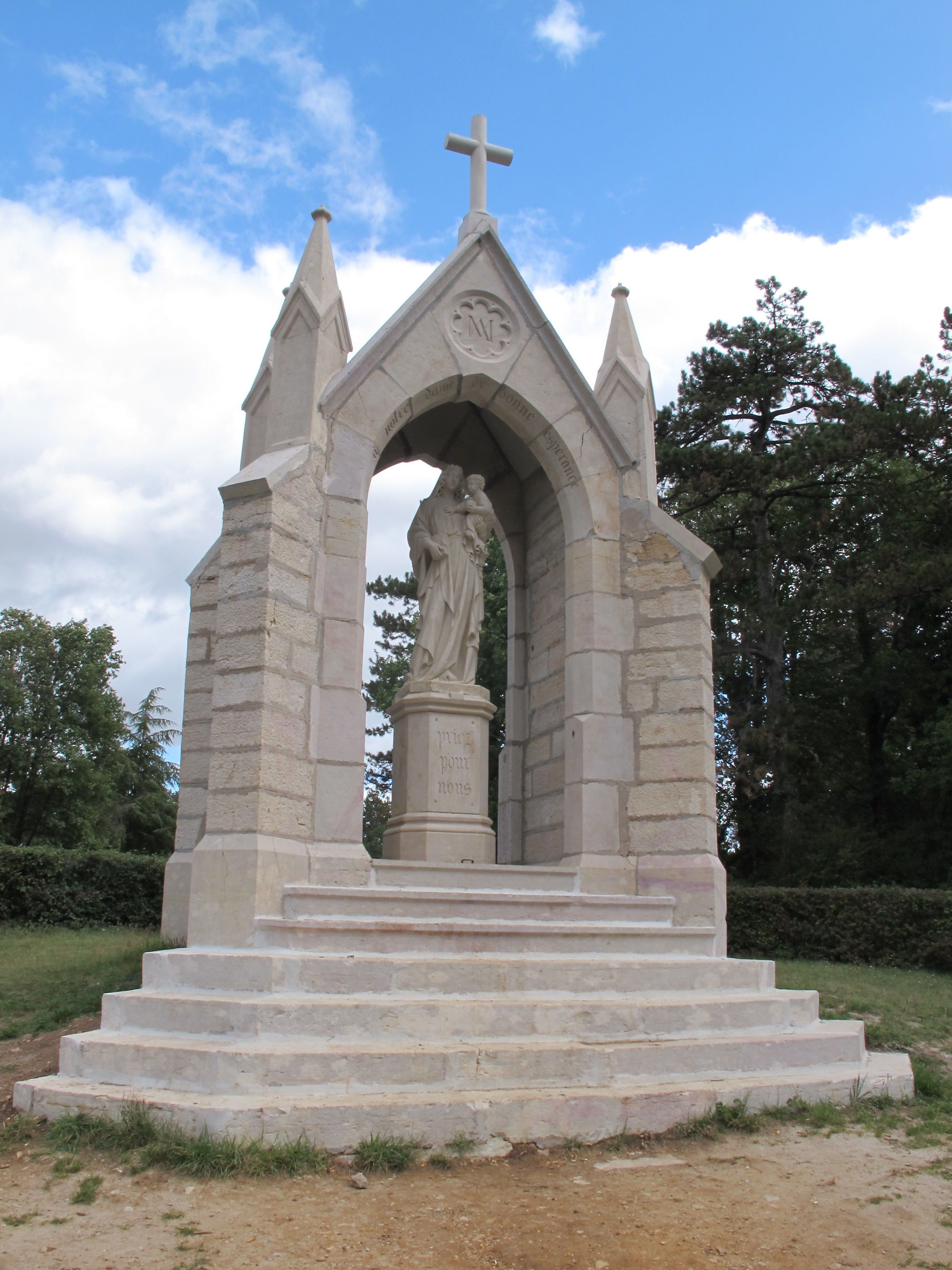
Kaple Panny Marie
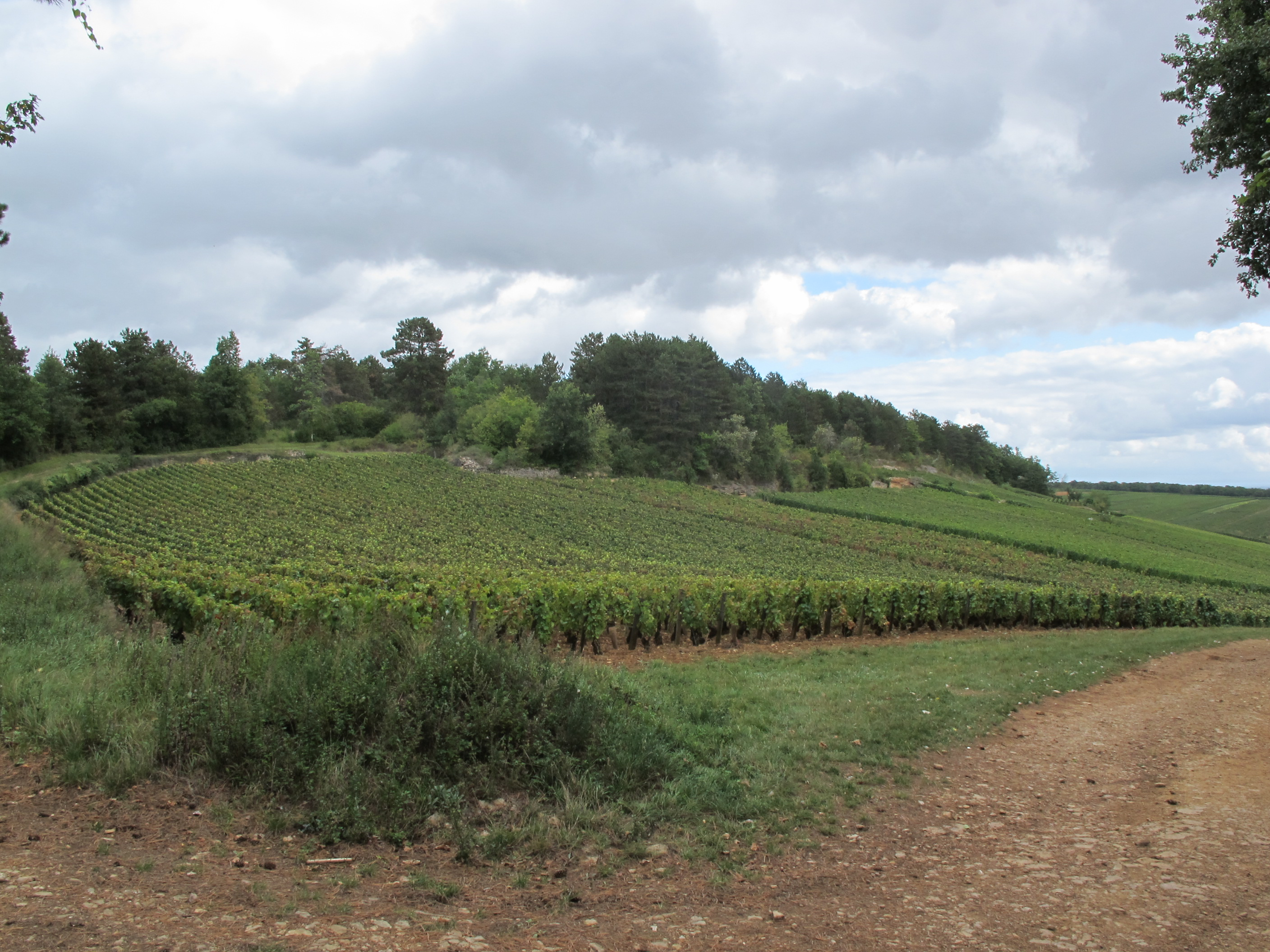
Vinice v okolí obce